# Криза на нескінченних Землях
«Кри́за на нескінче́нних Зе́млях» (англ. Crisis on Infinite Earths) — обмежена кросовер-серія коміксів, що складається з 12 випусків, які виходили з квітня 1985 по березень 1986 року за авторством «DC Comics». Серія дістала назву «максісерія», через значний внесок до всього Всесвіту видавництва. Її автори скасували мультивсесвіт — нескінченну кількість паралельних світів, які до цього існували у Всесвіті DC. Цим вони зробили значні зміни у Всесвіт і 50-річну концепцію сюжетної оповіді. Після цього всі комікс-серії «DC Comics» були «перезавантажені». Крім того, це був наймасштабніший кросовер, який існував на той час, у якому брали участь майже всі персонажі Всесвіту DC. Серію написав Марв Вульфман та ілюстрував Джордж Перес із командою у складі кількох художників. Серія є однією з найважливіших у Всесвіті DC: окрім скасування альтернативних світів, під час її подій загинули деякі відомі персонажі, як-от Супердівчина, Флеш Баррі Аллена, Психопірат і Супербой. Згодом, для опису подій Всесвіту DC було заведено позначати докризовий та післякризовий періоди, беручи Кризу на нескінченних Землях за відправну точку. Також, серія стала першою частиною того, що потім назвуть «Трилогією Криз».
Комікс став бестселером для «DC Comics». Його високо оцінили критики та читачі за амбіції та драматичні події.

## Історія

### Ідея
Про «Кризу на нескінченних Землях» вперше зазначили у випуску «The Comics Journal» за 1981 рік, у якому згадано про 12 коміксів, запланованих на 1982 рік. Ідея коміксу постала з бажання Марва Вульфмана відмовитися від наявного на той час мультивсесвіту DC, зображеного в коміксах компанії і створити єдиний, уніфікований Всесвіт DC (DCU). Він вважав, що існуючий всесвіт був недружнім і складним для читачів. Вульфман також вважав, що в той час DC Comics потребувало великої допомоги. Крім того, він розглядав цей проєкт як можливість поліпшити репутацію DC, оскільки люди вважали їх старомодними. Компанії DC потрібна була спрощена версія їхнього оповідного Всесвіту, щоб залучити до себе нових читачів. Дік Джордано анонсував серію у своїй колонці «Meanwhile…», де в текстовій формі розповів про всі комікси серії DC. У червні 1984 року Джордано попередив, що в новому ювілейному 1985 році на читачів і весь Всесвіт DC чекатимуть події та зміни, які «залишать усіх враженими», а також змінять весь Всесвіт і побудують щабель на наступні 50 років. Він також натякнув, що, де, і коли відбудеться.

### Розробка

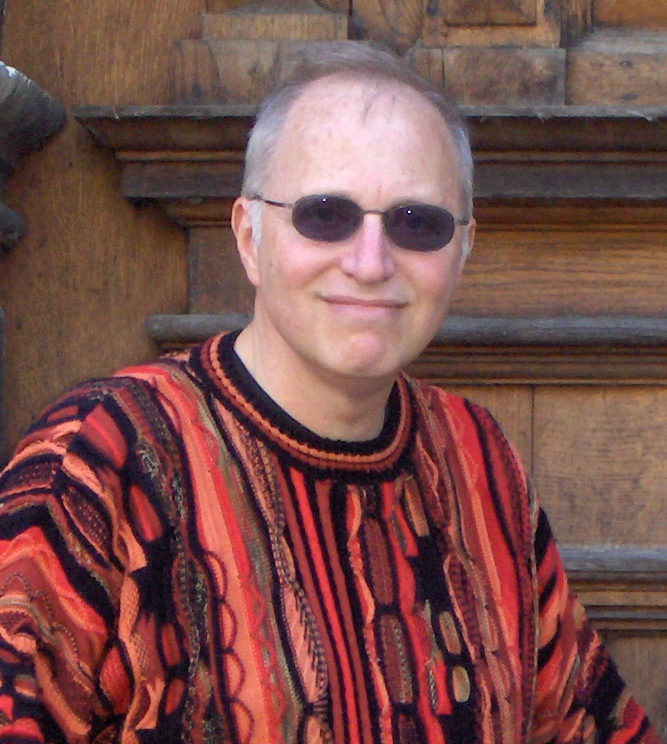
Марв Вульфман автор
коміксу «Криза на нескінченних Землях»

Ідея створення коміксу виникла в Марва Вульфмана 1981 року, коли він редагував головну сторінку коміксу про Зеленого Ліхтаря. Відповідаючи на лист від Гері Томпсона, у якому постали питання про деякі проблеми безперервності Всесвіту DC, він на закінчення сказав: «Можливо, одного разу хтось раз і назавжди з'ясує, що дійсно є частиною Всесвіту DC, а що ні». Згодом, він зв'язався з Леном Вейном і Джо Стейтоном. Вони разом почали розробляти проєкт з попередньою назвою «Історія», яку згодом замінили на «Кризу». Сам термін «Криза» обрали через усталену традицію іменування міжпросторових комікс-кросоверів. Наприклад, сюжет «Криза на Землі-2» (англ. Crisis on Earth-Two), у якому Ліга Справедливості працювала разом із своїми попередниками зі Золотого віку Товариством Справедливості Америки. Потім відбулася зустріч із художником Діком Джордано, на якій ним був намальований перший концепт-проєкт, та під час якої й конкретизували ідею настільки революційного проєкту, після чого вони разом запропонували ідею президенту компанії Дженет Кан. На зустрічі також був присутній виконавчий директор Пол Левітз і деякі редактори DC.
В 1982 році компанія «DC Comics» найняла дослідника Пітера Сандерсона. Йому поставили завдання переглянути їхню бібліотеку і прочитати кожен комікс, опублікований компанією з 1935 року. Він виконав більшу частину науково-дослідної роботи, яку пізніше завершив Роберт Грінбергер. Крім роботи над «Кризою» в наступні роки Пітер Сандерсон виконував роль спостерігача і координатора інших серій DC Comics. Випуск серії кілька разів відкладали, спочатку до 1983 року через брак часу на дослідження, а потім знову до 1985 року, через незавершеність та п'ятдесятирічним ювілеєм видавництва.
Основу для комікс-серії заклали за рік до її публікації. Одна з найбільших проблем для Марва Вульфмана і Діка Джордано — придумати оповідь. Вульфман займався втіленням кожного з персонажів DC і створенням цікавого для читачів сюжету, повного несподіванок і труднощів, з якими стикалися б герої. Якби комікс не продався достатніми накладами, це могло призвести до катастрофи для DC Comics. Створювати сюжет стало легше, коли приєднався Джордж Перес і був визначений початок та кінець коміксу.

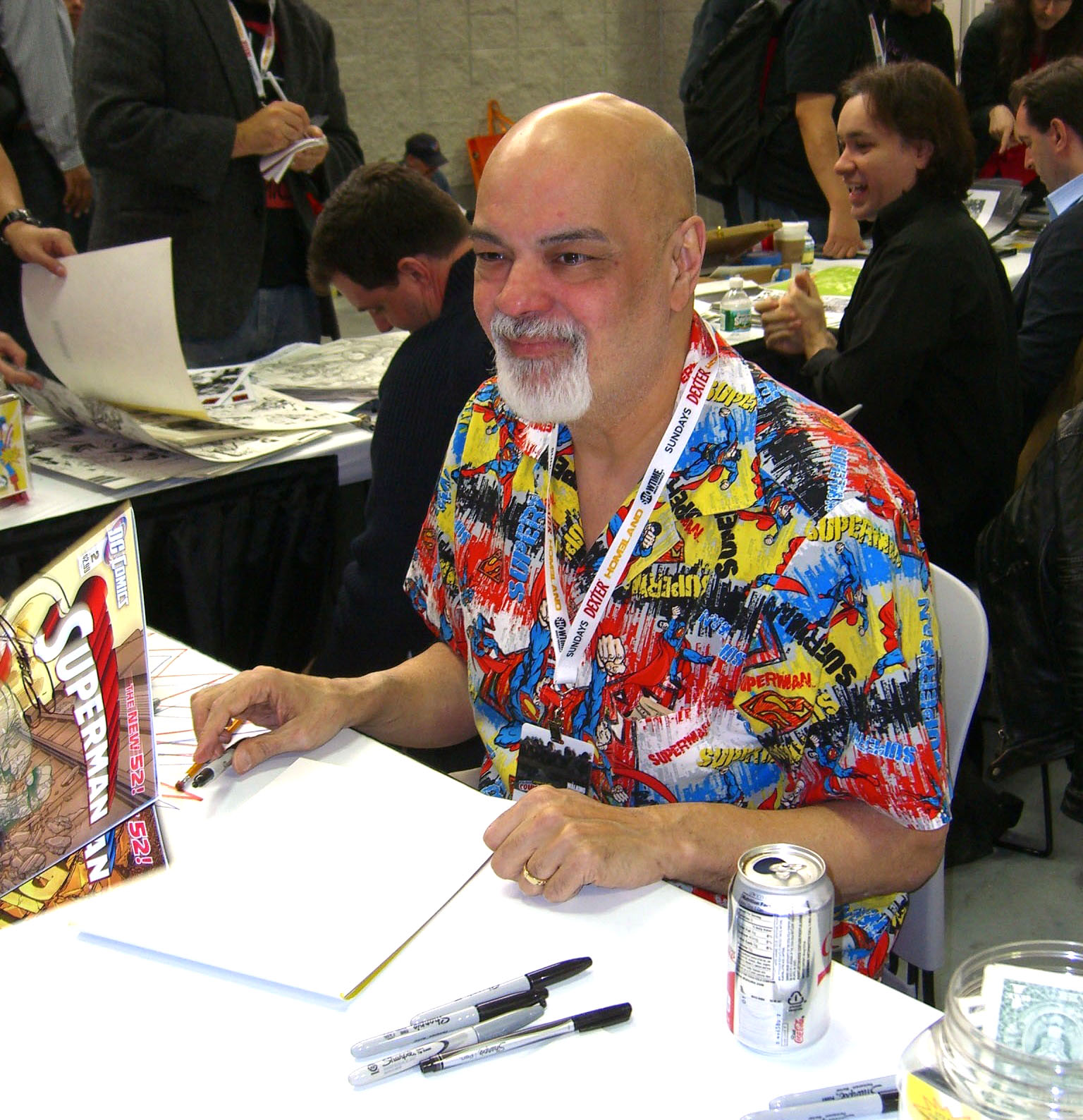
Джордж Перес автор коміксу «Криза на нескінченних Землях»

На початку планування «Кризи на нескінченних Землях» було складено список персонажів, які мали увійти до DCU. Персонажі з інших Всесвітів, наприклад, ті, які раніше належали Charlton Comics, також було додано в об'єднаний Всесвіт. Із слів Марва Вульфмана, одна з цілей Кризи на нескінченних Землях полягала в тому, щоб продемонструвати всіх наявних персонажів DC. Серія зажила недоброї слави через велику кількість смертей. Внаслідок кризи безліч персонажів загинуло. Одним з найбільш помітних став Флеш Баррі Аллен. Вульфман казав, що не хоче вбивати Аллена, але керівництво DC наказало йому зробити це, бо персонаж через формальне безсмертя здавався нудним. Вульфман хотів зробити комікс незабутнім. Він також сказав, що багато авторів висловили зацікавленість у спрощенні DC, і тому, він хотів бути тим, хто зробить це.

### Публікація
Повноцінне створення серії почалося в січні 1985 року й закінчилося в грудні 1985 року. А публікація самих випусків відбувалася з квітня 1985 року по березень 1986 року — всього було випущено дванадцять випусків. Попри порівняно невеликий маркетинг, обмеженість серії та невпевненість DC в її успішності — комікс «Криза на нескінченних Землях» став бестселером.

### Критика
| Агрегатори  | Оцінка       | Дж.    |  |
| Goodreads   | 4.01/5 зірок | [ 13 ] |  |
| Amazon.com  | 4.5/5 зірок  | [ 14 ] |  |
| Google Play | 4.5/5 зірок  | [ 15 ] |  |
| Apple Store | 5.0/5 зірок  | [ 16 ] |  |
| ComiXology  | 4/5 зірок    | [ 17 ] |  |
| ReadDC.com  | 5/5 зірок    | [ 18 ] |  |

Як більшість критиків і видань, так і більшість читачів високо оцінили комікс. Так, наприклад, редактор IGN Хіларі Гольдштейн назвав кросовер «вирішальним і поворотним моментом для DC Comics», і коментуючи комікс додав: «кращі 100 доларів, які ви можете витратити на комікси». У своїй статті 2006 року він назвав ідею Марва Вульфмана сміливою і безпрецедентною. Він, зокрема, зазначив колосальність всього проєкту, додавши, що історія була «неймовірною», хоча й трохи старомодною. Він також високо оцінив колосальну роботу Джорджа Переса. Він так про це сказав:
|  | «Мистецтво Переза феноменальне. Жоден інший художник в історії коміксів — ні до, ні після — не міг би перевершити цю серію. Ніхто не робить мистецтво в такому великому масштабі, як Перез» |

Схожої думки дотримується і редактор Comics Book Resourses Марк Бакстон. Він назвав «Кризу на нескінченних Землях» найвизначнішою кросовер-серією за всю історію Всесвіту коміксів. Він також додав, що хоч від поняття «Криза» ти й чекаєш якихось неймовірних подій, смерть Флеша насправді вразила його. Резюмуючи, Бакстон сказав наступне:
|  | «Вона (Криза) створила абсолютно нову спадкоємність для наступної фази DC Universe. Якщо на вашу думку, це звучить амбітно — ви маєте рацію, але там, де деякі події здаються нерішучими, щоб залишити слід у відповідних всесвітів — „Криза“ зробила це з апломбом». |

Однак не всі відгуки були такими ж позитивними. Письменник Кріс Сімс, наприклад, написав, що «Криза» була по суті безладом і випадковою історією, яка походить від бажання DC конкурувати з Marvel на умовах Marvel. На його думку перша й основна проблема «Кризи» в її реактивності: за такий короткий термін вони намагаються розповісти дуже багато. Дотепер, «через 30 років», не отримано відповідей на багато запитань, наприклад, навіщо Антимонітору все це було потрібно? Однак, навіть з урахуванням різкої критики Сімс зазначає, що подібні до «Кризи» події відбуваються вперше і його справді вразила смерть таких героїв як Флеш і Супердівчина.

## Сюжет

### Пролог
|                                   | На початку була лише одна чорна нескінченність. Така ж холодна і темна, як і неохватна… Навіть світло було тут ледь помітне. Але світла ставало дедалі більше і нескінченність здригнулася… І тьма кінець-кінцем вигукнула. Скільки від болю і скільки від полегшення. У ту мить народився мультивсесвіт. Мультивсесвіт зі світів, що вагаються, що повторюються… мультивсесвіт, який повинен був стати єдиним, раптом став нескінченним. |
| — Криза на нескінченних Землях #1 | |

Кадр коміксу «Криза на нескінченних землях» зі сторінки Absolute Edition

Події коміксу починаються на Землі-3 з демонстрації істоти на ім'я Парія, яка спостерігає за тим, що відбувається у Всесвіті. Саме ця істота пробудила від вічного сну Монітора та його протилежність — Антимонітора, і за це, як покарання — приречена вона спостерігати за всім жахом, що буде створювати останній. Через мить Земля-3 зникає, а з нею і всі істоти, герої та лиходії, що населяли її. Після чого, на околиці Всесвіту Монітор дарує сили дівчині на ім'я Лайла, нарікає її Передвісницею та відправляє зібрати команду з людей, що врятують мультивсесвіт і стануть на його захист. Передвісниця починає подорожувати часом та простором у пошуках тих, за ким її послав Монітор. Вона збирає безліч героїв і лиходіїв на базі-супутнику Монітора, на який відразу ж нападають могутні істоти — тіньові демони, прислужники Антимонітора. Під час тривалої сутички, коли здавалося, що бій вже програно — супутник осяяв світ і в мить всі демони зникли, а перед героями та лиходіями опинилася сутність, що відрекомендувалась Монітором. Монітор пояснює, що зібрав усіх тому, що все, що існує, близьке до загибелі, й що через вплив антиматерії впали вже тисячі світів. Передвісниця розповідає, що ще на початку часів Монітор у різних точках часу встановив п'ять золотих веж, здатних стримати потік антиматерії. Вона також додає, що кожну вежу охороняє герой, і завданням присутніх є знайти його та спільними зусиллями активувати вежу. В останніх надій мультивсесвіту більше немає вибору й вони погоджуються, і тієї ж секунди вони були розподілені між різними світами.

### Зав'язка
Монітор розуміє, що сили абсолютно нерівні й героям необхідна допомога. Випустивши йони на основі енергії променя нестійкої зорі, він спричиняє потужний спалах сонячної енергії, який прямує на Землю. Світло досягає лабораторії доктора Кімійока Ші, яка одночасно з цим підходить до телескопа, затим — спалах досягає її й вона розчиняється. Через деякий час вона стає героєм на ім'я Доктор Лайт.
Водночас на супутник Монітора потрапляє Парія. Монітор каже, що очікував його, і додає, що він живий лише завдяки йому, оскільки Парія повинен був отримати покарання й померти за свої дії, але перш ніж він встигає перелічити його провини — з'являється Передвісниця, яка перебуває під впливом Антимонітора. Вона створює потужний вибух, через який Монітор гине, а разом з ним і вся надія на перемогу та відновлення мультивсесвіту. Парією опановує скорбота… Героям залишається тільки спостерігати, як їхні світи один за одним пожирає антиматерія.
Передвісниця приходить до тями, не усвідомлюючи своїх вчинків. У цю ж мить на екрані з'являється заздалегідь записаний Монітором запис, у якому він говорить, що припускав такий розвиток подій і не тримає на Передвісницю жодного зла. Він розумів, що вивільнена після його смерті енергія дозволить перенести Землю-1 і Землю-2 до паралельного виміру, однак минуле, сьогодення, і майбутнє зливаються воєдино.
Парія і Передвісниця знову збирають героїв і лиходіїв Землі-1 і Землі-2 на супутнику. Вони пояснюють, що крім проблем із часом їхні Всесвіти починають зливатися воєдино, що також загрожує їх неминучою смертю. Заради виправлення цього мультивсесвіт повинен стати єдиним Всесвітом. Якщо цього не станеться — вся решта світів буде знищена.

### Кульмінація
Герої та лиходії на супутнику Монітора борються за своє життя, через наслідки порушення часової лінії. Парія скрикує та зникає. Передвісниця влітає в енергетичну камеру, де перебуває ядро супутника, їй вдається всіх урятувати, але супутник вибухає. Герої та лиходії розподіляються на три групи і вирушають на три Землі позитивної матерії, які ще залишилися (Земля-4, Земля-X, Земля-S) в надії запобігти їх знищенню. Передвісниці все ж вдається врятувати ці три Землі і перенести їх до того ж виміру, що й Земля-1 і Земля-2, але внаслідок цього вона втрачає свої сили й знову стає звичайною дівчиною.
П'ять Всесвітів, що залишилися, починають зливатися один з одним, і загроза їх знищення стає все очевиднішою. Лайла (Передвісниця) бере героїв з п'яти Земель і вирушає з ними на Оа — первісну Землю, де все і почалося. Вона відкриває їм таємницю зародження мультивсесвіту.
У цьому Всесвіті жив таємничий вчений на ім'я Крона, одержимий отриманням все нових і нових знань. Він проводив небезпечні експерименти з часом, в ході яких, йому вдалося зазирнути в початок всього єства. Але через його спрагу до знань сталося неймовірне і непередбачене — Всесвіт роздрібнився і з'явився нескінченний Всесвіт з безліччю різних світів. З'явився і Всесвіт антиматерії, з планетою в центрі, названої Квардем. Сам Крона був вигнаний зі свого світу, а його народ став шукати способи виправлення його помилок. У двох Всесвітів з'явилися дві неймовірно могутні сутності, обидві називають себе Моніторами — Монітором і Антимонітором. Монітор позитивної енергії шукав знання і просвітлення, а Монітор антиматерії — способи знищення Всесвіту і всього єства.
Обидві сутності ворогували протягом багатьох мільйонів років, поки одного разу не були занурені у вічний сон. Сон, який тривав до тих пір, поки їх обох не розбудив Парія.

Кадр коміксу «Криза на нескінченних Землях» зі сторінки Absolute Edition

Колись давно, Парія був ученим на своїй Землі, і прагнув дослідити історію Всесвіту, всупереч застереженням свого народу. Він встановив навколо себе енергетичний бар'єр, який відкривав портал до Всесвіту антиматерії, і завдяки цьому зміг побачити зародження Всесвіту. Але щойно йому це вдалося, був вивільнений величезний потік антиматерії, який знищив світ Парії, а потім і інші світи мультивсесвіту. Так були пробуджені два Монітори. Він відрікся від свого світу і свого імені, ставши вигнанцем і взявши ім'я Парія.
Одночасно з цим герої сповнені рішучості раз і назавжди покінчити з Антимонітором. Олександр Лютор-молодший використовує свої сили та відчиняє портал до Всесвіту антиматерії, у який негайно вирушають герої. З іншого боку порталу Парія направляє героїв на фортецю Антимонітора, зав'язується дуже тяжкий бій. Герої розуміють, що їхніх сил забракне для перемоги над Антимонітором. Супермен і Доктор Лайт вирушають до центру фортеці, де знаходять пристрій — машину перетворення, відповідальну за злиття Всесвітів. Супермен планує знищити машину, але цієї миті на нього нападає Антимонітор. Крик Супермена чує Супердівчина і відразу ж вирушає на допомогу кузену. Їй вдається знищити броню Антимонітора і зловісну машину. Після цього Антимонітор вражає дівчину найпотужнішим вибухом енергії й убиває її на очах Супермена. Антимонітор змушений відступити, щоб усунути пошкодження, отримані в ході бою.
Антимонітор у новоствореній броні переноситься на Квард і спостерігає за побудовою портальної гармати, за допомогою якої має намір знищити решту Всесвітів. Тут же з'являється Флеш, який обертає поплічників Антимонітора проти його самого, але лиходій відразу ж убиває їх. Одночасно з цим Флеш розганяється до небаченої досі швидкості й починає кружляти навколо ядра гармати, обертаючи нестабільну антиматерію на себе. Гармата вибухає. Але викид енергії виявився завеликий для Флеша і він починає переміщатися в часу та просторі, доки не розчиняється. Від нього залишається лише його яскраво-червоний костюм і перстень.
Через усі події, що відбулися десь на краю Всесвіту, пробуджується Спектр. А на іншому краю Всесвіту, на Землі-1 всі лиходії збираються на кораблі Брейніака. Лекс Лютор заявляє, що вони обернуть Кризу на свою користь і захоплять усі світи. Лекс Лютор Землі-2 не погоджується з намірами свого двійника і з тим, що той проголосив себе головним. Брейніак заявляє, що немає потреби у двох Люторах, і вбиває останнього.
На Землі-1 герої знаходять точку, де відбувається злиття всіх п'яти земель. У цій зоні дивний предмет спотворює час і простір. Герої збирають засідання ООН, на якому Парія, Передвісниця й Олександр Лютор-молодший намагаються дати відповіді лідерам провідних країн, які стурбовані тим, що спричинений злиттям хаос і безладдя можуть призвести до війни між Землями. У цей момент у центрі зали з'являється голограма Лекса Лютора, який заявляє, що під їх контролем три Землі з п'яти, і вимагає негайної капітуляції останніх двох, а в разі відмови він погрожує застосувати сили Брейніака для знищення решти Земель.
На супутнику Брейніака лиходії поділяються по різних Землях і починають сіяти хаос і руйнування. А Брейніак і Лекс вирішують обговорити свої дії в разі відмови Всесвітів від їх ультиматуму. Лютор навсправжки має намір знищити Всесвіти, але тут з'являється Псаймон, єдиний незгідний з планами Лютора лиходій. Він відразу ж знищує Брейніка і думає, що робити з Лютором, але тут Брейніак відроджує свою свідомість і створює собі нове тіло, а після знищує Псаймона за допомогою потужного вибуху.
Герої борються зі злодіями й тіньовими демонами по решті Всесвітів, але під час битви перед їхніми очима раптово постає Спектр, він попереджає героїв про загрозу, що насувається на них, і відає, що в Антимонітора нові плани — він вирушив у минуле, щоб знищити Всесвіт на початку самого часу.
Герої розробляють план переміщення в часі до Антимонітора і відкривають портал, а в цей момент Лекс Лютор з командою лиходіїв також переміщається в часі. Вони переміщуються у часі на мільярди років тому на планету Оа, вриваються в лабораторію вченого Крони, але він передбачив це і вбиває Айсікла, Майстра Дзеркало і Маалдора.
На зорі часу герої стикаються з Антимонітором, вони направляють всю силу і міць на ворога, але від цього він стає лише сильніше. Отже, коли Крона відкриє портал між вселеними позитивної та антиматерії той зможе знищити весь світ цілком. Герої концентрують всю свою силу й атакують Антимонітору, але під час нападу трапляється непередбачене — через вибух магічної енергії все повторюється знову, але тепер залишається лише один Всесвіт з єдиною землею.
Герої прокидаються в новому світі, нічого не знаючи й не усвідомлюючи події. Вони намагаються з'ясувати, що ж тоді сталося, але дізнаються, що ніхто крім них не знає ні про яку кризу. Герої вирушають до Кід Флешу і за допомогою створеної ним бігової доріжки переміщаються на місце, де мала би бути Земля-2, але бачать перед собою лише порожнечу і повертаються. Усі герої збираються в башті Юних титанів. Де герої не можуть зрозуміти, чому вони не можуть повернутися у свої світи. Для того, щоб дати героям всі відповіді знову з'являється Передвісниця, яка повернула свої сили. Вона розповідає, що всі Всесвіти злилися воєдино, що і повернуло її сили та що на цій землі існують лише єдині версії кожного з героїв. Передвісниця разом з Олександром Лютором Молодшим і Парією збирає групу героїв, щоб атакувати противника. Тим часом на єдиній землі герої накладають чари, щоб вигнати всіх тіньових демонів з планети. У цей же момент, в космосі Брейніак, якому стерли пам'ять і переконали в тому, що він є союзником проти Антимонітора, разом з групою героїв вирушають на пошуки світу Апокаліпс і його правителя Дарксайда, щоб умовити його втрутитися і допомогти в боротьбі з Антимонітором.
Раптово, Парія починає відчувати, як темна матерія огортає єдину землю, відчуває, як земля переміщується з одного Всесвіту в інший. А силует Антимонітору стає видним по всій землі, й повідомляє, що тепер ця земля знаходиться у його світі — світі антиматерії. Антимонітор сповнений рішучості покласти край єдиного Всесвіту.

### Епілог
Завершуються події кросовера у світі Квард, що знаходиться у Всесвіті антиматерії. В останньому бою з Антимонітором зійшлися герої з різних земель, проте їх удари не задають йому ніякої шкоди через сонце-антиматерії, яке знаходиться поруч. Доктору Лайт вдається поглинути енергію зорі, вслід за чим Антимонітор починає слабшати. Герої об'єднують зусилля, атакують противника і знищують його фортецю. Вони створюють пролом з Всесвіту-Антиматерії й спішно покидають його, але прямо в цей момент до Антимонітора повертаються тіньові демони й в ту ж секунду він поглинає їх, повертаючи свої сили. Всім, хто не встиг пройти через пролом доводиться знову вступити в сутичку. І в ту ж секунду Супервумен розсіюється. Супермен наказує Супербою забрати героїв назад в пролом, що він і виконує. Супермен вступає в бій з Антимонітором, пізніше, до нього приєднується й Супербой. Антимонітор вбирає в себе всю енергію антиматерії та завдає нищівного удару героям. Зі свого корабля на околиці Всесвіту за процесом спостерігає один з наймогутніших персонажів коміксів DC — Дарксайд, який до цього дотримувався нейтралітету. Він розуміє, що в випадку перемоги Антимонітору його світ також буде знищений. Він направляє всю свою міць на Антимонітора, після чого той падає на сонце. Слідом за цим його силует уражає супермен і Антимонітор зникає.

### Альтернативне завершення коміксу
Спочатку Вульфман хотів, щоб «Криза на нескінченних Землях» складалася всього з десяти глав і була повноцінним перезапуском всього Всесвіту (DCU) — новий світ, нові герої, нова історія походження, все повинно було стати новим, за винятком імен та індивідуальних значків героїв. У його версії сценарію, комікс закінчувався вибухом, через який гинуть усі копії оригінальних героїв з інших земель, таким чином усуваючи спадкоємність. Однак, цю ідею практично відразу відкинув видавець DC Comics, тому що вони не були готові прийняти зникнення останніх п'ятдесяти років кропіткої роботи.
Також, в 1994 році Джордж Перес в інтерв'ю Wizard: The Magazine of Comics заявив, що коли він питав у різних людей їх пропозиції про завершення «Кризи» Кріс Клермонт запропонував ідею загибелі Супермена в завершальній, дванадцятій частині коміксу. У його версії подій переміщення героїв у «рай» не було, битва закінчена, і в живих залишаються лише Олександр Лютор-молодший і Супермен. Супермен дивиться на загиблого Кал-Ела, і розмірковує, що йому робити далі, адже він тепер один, без свого світу і без своєї Лоїс Лейн, а нова, єдина Земля тепер без Супермена. Він стирає з себе грим, який стільки років імітував його старіння і приймає рішення зайняти місце Супермена в цьому, новому світі. Він змінює своє ім'я на Кал-Л, замість Кал-Ел і починає жити новим життям, яке, у деякому роді, було його власним.
Надалі подібна ідея була втілена в обмеженої серії коміксів «The Man of Steel».

### Зміни

#### Загиблі під час Кризи
У «Кризі на нескінченних Землях» взяли участь практично всі персонажі Всесвіту DC, під час подій коміксу безліч із них загинули. Наступні персонажі або офіційно загинули, або перенеслися в «Рай», чи на Олімп.
Примітка: Персонажі зазначені без уточнення — родом із Землі-1
- Антимонітор[b]
- Баг-Айед бандит
- Баррі Аллен (Флеш)
- Джоар Махкент (Айсікл)
- Джонні Квік[c]
- Дон Холл (Хоук)
- Дік Ґрейсон (Робін)[a]
- Енджлмен
- Зелена стріла[a]
- Імморталмен
- Коль Везерс
- Кошлата людина (Шейджімен)
- Кід-Психо
- Лекс Лютор[c]
- Лорд Вольт[d]
- Лорі Лемаріс
- Лоїс Лейн[a][e]
- Лоїс Лейн-Лютор[c]
- Лузери (Капітан Шторм, Ганнер, Сардж, Джонні Клауд)
- Ліана[d]
- Ліга Справедливості[f]
- Маалдор
- Монітор[g]
- Найтхоук
- Овлмен[c]
- Олександр Лютор-молодший[c]
- Повер-рінг[c]
- Принц Рей-Мен
- Псаймон
- Психопірат
- Сем Скаддер (Майстер Дзеркало)
- Соловар
- Супервумен
- Супервумен[a][h]
- Супермен[e]
- Супермен[a][e]
- Супербой[i][e]
- Супердівчина
- Тейн-Айед мен
- Тула (Аквадівчина)
- Ультрамен
- Фармербой
- Харольд Джей Стеніш
- Хелена Вейн (Хантрес)

#### Нові персонажі та наслідки
Усіх персонажів, які вижили після «Кризи», можна вважати новими, оскільки через злиття мультивсесвіту в один гіпервсесвіт долі всіх персонажів було перезаписано. Фактично, вони стали зовсім іншими. Ніхто крім тих, хто безпосередньо брав участь у битві з Антимонітором, не пам'ятає минулого світу.
Після Кризи роль Флеша зайняв його племінник Воллі Вест, який раніше мав ім'я Кід Флеш. І хоч після сутички з Антимонітором він частково втратив свої сили, він все одно приймає рішення зайняти місце Баррі Аллена вимовивши, що з цього дня — Флеш знову живий. А Джона Гекс перемістився в постапокаліптичне майбутнє.
Сама «Криза» створила велику кількість сюжетних непогодженостей і розбіжностей, які згодом було виправлено. Наприклад, Супервумен все ще вважалася одним із засновників Ліги Справедливості, хоча вона вперше з'явилася через кілька років після її заснування.
Але при цьому, «Криза» значно спростила весь Всесвіт DC, і зробила його значно зрозумілішим, як для самих авторів, так і для нових читачів. Крім того, «Криза» дала змогу видавництву DC Comics значно простіше інтегрувати нових героїв у свій Всесвіт, зокрема героїв, яких було перейнято після купівлі низки інших комікс-студій. Крім того, серія дала можливість воскресити давно втрачених, але улюблених багатьма читачами персонажів. Багато комічних серій і персонажів було докорінно переглянуто в ході кризи.

## Продовження
«Криза на нескінченних Землях» — стала першою частиною того, що надалі було названо «Трилогією Криз».
Наступна і друга частина трилогії називається «Нескінченною Кризою». Вона виходила з жовтня 2005 року по червень 2006 року в вигляді обмеженої серії з семи частин. Події цієї комікс-серії розгортаються навколо повернення Супермена, Олександра Лютора-молодшого і Супербоя з «райського» виміру та їхніх спроб використовуючи те, що залишилося від Антимонітора, щоб відтворити знищений ним мультивсесвіт.
Завершальна, третя частина трилогії називається «Фінальна Криза». Вона виходила з травня 2008 року по січень 2009 року у вигляді обмеженої серії, яка також, складалася з семи частин. Під час подій коміксу Дарксайд прибуває на землю, починаючи своє завоювання. Його основна мета — планомірне захоплення всього мультивсесвіту. Ліга Справедливості та Корпус Зелених Ліхтарів об'єднують зусилля у відчайдушній спробі зупинити вторгнення і перемогти Дарксайда.

## Адаптації
У період з 2019 по 2020 рік на телеканалі The CW вийшла вільна кросовер-адаптація однойменного коміксу. Вся розповідна дуга зайняла п'ять епізодів, перша серія якої вийшла 8 грудня 2019 року, а остання 14 січня 2020 року. Дії кросовера розгортаються в так званому «Мултивсесвіті Стріли» і є продовженням кросовера 2018—2019 року під назвою «Інші світи». Події відбуваються в серіалах «Супердівчина», «Бетвумен», «Флеш», «Стріла» та «Легенди завтрашнього дня».

### Додаткові випуски

Обкладинка коміксу All Star Squadron#56
На зображенні виділено банер, який показує належність коміксу до продовження серії «Кризи» та присвяченість до 50 річниці DC Comics

Додаткові випуски, в яких описуються події, які розвиваються паралельно з Кризою:
- All-Star Squadron #50–56
- Amethyst (vol. 2) #13
- DC Comics Presents #86–88
- Blue Devil (DC Comics) #17-18
- Firestorm #41–42
- Green Lantern (vol. 2) #194–195; #198
- Infinity, Inc. #18–24; Annual #1
- Justice League #244–245; Annual #3
- JLA: Incarnations #5
- Legion of Super-Heroes #18
- The Losers Special #1
- Teen Titans (vol. 2) #13–14
- Omega Men #31
- Superman #414–415
- Swamp Thing #46
- Publication history of Wonder Woman #327–329
- Legends of the DC Universe: Crisis on Infinite Earths #1